# Gàlag de Zanzíbar
El gàlag de Zanzíbar (Paragalago zanzibaricus) és una espècie de primat de la família dels galàgids.

## Descripció
El gàlag de Zanzíbar té un pelatge dens i suau, generalment de color marró. El color del pelatge del ventre és també marró, encara que d'una tonalitat més clara. Té uns ulls vermells increïblement grossos (en proporció a la mida corporal), que li permeten veure de nit. Les orelles també són desproporcionadament grosses i les potes del darrere són fortes i significativament més llargues que les del davant. Els mascles i les femelles presenten un lleuger dimorfisme sexual.
La longitud del cos, des del cap fins a la base de la cua, varia entre 14 i 15 centímetres, i té una cua que fa entre 12 i 15 centímetres. El pes mitjà dels nadons en el moment de néixer és 14,1 grams, arribant fins als 146,8 grams de mitjana quan són adults.

## Distribució i hàbitat
Aquesta espècie es troba al boscos costaners de l'est de l'Àfrica, des del sud de Somàlia fins a Moçambic. Com el seu nom suggereix, també es troba a l'illa de Zanzíbar. No obstant això, no viu a Illa de Pemba ni a Mafia, dues illes properes. Alguns investigadors postulen que el límit nord d'aquesta espècie és el riu Tana, a Kenya. També se'ls ha vist uns pocs centenars de quilòmetres terra endins a les muntanyes Udzungwa, a Tanzània.
El gàlag de Zanzíbar viu preferentment en boscos tropicals costaners, encara que també se l'ha vist en terres més elevades de l'interior, com són els boscos de muntanya de Tanzània i Malawi, on se'ls ha vist per sobre dels 1.000 metres. La densitat de població és més elevada prop dels rius. Donat que hi ha poc intercanvi entre grups de gàlags de Zanzíbar, la seva població està extremadament fragmentada.

## Ecologia
El gàlag de Zanzíbar és una espècie nocturna, que descansa durant el dia i surt de nit a cercar aliment. Són animals arboris que grimpen molt àgilment pels arbres, fent servir la seva cua per mantenir l'equilibri. Tenen la capacitat de córrer i saltar de branca en branca de manera segura.
Tant mascles com femelles són territorials i mantenen territoris que no s'encavalquen (de vegades es pot veure una lleugera superposició). Els mascles rarament es troben en el mateix territori que altres mascles. No obstant això, ocasionalment dues femelles poden ocupar el mateix territori. En general solen dormir junts, encara que emprenen camins diferents durant els períodes d'activitat. Els gàlags de Zanzíbar es desplacen normalment entre 1.500 i 2.000 metres durant la nit. Les femelles joves romanen en els seus territoris natals després que els mascles es dispersin. La dispersió masculina prevé que es produeixi incest.
Segons un estudi, la mida mitjana del territori d'un gàlag de Zanzíbar era de 2,2 hectàrees, variant entre 1,6 i 2,8 hectàrees.

### Dieta
Com succeeix en altres espècies de gàlag, la seva dieta està formada principalment per fruits, insectes i saba dels arbres. La variació estacional en la disponibilitat de recursos alimentaris té un paper important alhora de determinar el que menja l'animal. Per exemple, quan plou es pot donar una abundància d'insectes, però quan no plou el gàlag de Zanzíbar ha de cercar altres aliments. Ocasionalment poden capturar altres petits animals.

### Reproducció
Aquesta espècie és polígama. Les femelles formen petits grups territorials. En entrar en un grup, un mascle s'aparella generalment amb totes les femelles (habitualment entre 1 i 3). Les femelles proporcionen la major part de l'atenció dels pares a les. Les femelles joves es queden dins dels seus grups en el que han nascut, mentre que els mascles joves es dispersen. Els detalls del seu comportament social no es coneixen a causa del seu comportament esquiu.
La reproducció és estacional, tenint lloc dos parts per any. Els naixements tenen lloc entre l'agost i l'octubre, i el febrer i el març. La mitjana de durada del període de gestació és de 120, després dels quals les femelles donen a llum una única cria, encara que en captivitat s'han donat alguns pocs casos de bessons. El deslletament dels infants té al voltant de les 4 setmanes, just abans que la disponibilitat d'aliments sigui la més baixa (entre desembre i gener), i després del període de major abundància (entre maig i juny). Les femelles assoleixen la maduresa sexual al voltant del 9è mes d'edat, mentre els mascles l'assoleixen 3 mesos més tard, als voltants de l'any d'edat. La vagina de la femella està tancada permanentment, amb l'excepció del cicle estral i el part.
La cria dels infants per part dels pares és poc coneguda. Principalment, són les femelles les que tenen cura dels joves. Ocasionalment els mascles dormen amb una femella i el que es creu que són les seves cries.

### Longevitat
Alguns registres estimen la longevitat màxima a la natura en 16,5 anys. En captivitat, la longevitat màxima registrada fou de 12,2 anys.

### Comunicació
Els ulls grossos del gàlag de Zanzíbar li proporcionen una excel·lent visió de nit i les orelles grosses un agut sentit de l'oïda. Ambdós sentits són importants per moure's en la foscor. Aquests animals tenen crits distintius i forts, dels quals se'n sap ben poc. Podrien ser una mena de crits «anunciadors», encara que també semblen ser utilitzats com a advertència als altres quan hi ha possibles depredadors a prop. Com la majoria dels mamífers, els senyals químics probablement són també importants en la comunicació.

### Predadors
El seu estil de vida arbori protegeix al gàlag de Zanzíbar de molts predadors potencials. El fet que emetin crits d'alarma en presència de genetes i escurçons bufadors, suggereix que possiblement siguin els seus predadors.

## Estat de conservació
El gàlag de Zanzíbar està classificat com a espècie en risc mínim dins la Llista Vermella de la UICN. Encara que globalment l'espècie està àmpliament distribuïda i és força comuna, la seva fragmentació pot donar lloc potencialment a l'extinció de petites poblacions. La principal amenaça és, com en la majoria de casos, la pèrdua d'hàbitat deguda a la urbanització i la desforestació. A més, la substitució d'arbres autòctons per coníferes exòtiques, no li proporcionen a aquesta espècie un hàbitat apropiat.
Els gàlags de Zanzíbar estan protegits per les lleis a Kenya, així com en determinats centres de conservació, com és el cas del Tanzania Forest Conservation Group. Malgrat aquests esforços, només està protegida un 12% de la totalitat de la seva àrea de distribució.